# Balșa
Balșa is een Roemeense gemeente in het district Hunedoara.
Balșa telt 1022 inwoners.